# 聯合國憲章日
聯合國憲章日（或世界憲章日），為联合国制宪会议闭幕日，為1945年6月26日。當時在舊金山舉行建立聯合國的會議上，50個創始會員國代表於閉幕前一天在《聯合國憲章》上簽署。